# 1506 Xosa
1506 Xosa è un asteroide della fascia principale. Scoperto nel 1939, presenta un'orbita caratterizzata da un semiasse maggiore pari a 2,5738736 UA e da un'eccentricità di 0,2595798, inclinata di 12,53678° rispetto all'eclittica.
Il suo nome è un omaggio alla tribù sudafricana dei Xhosa.